# Guillermo Benítez
Ángel Guillermo Benítez (Buenos Aires, 8 dicembre 1993) è un calciatore argentino, difensore del Cerro Porteño.

## Carriera
Cresciuto nelle giovanili dell'Argentinos Juniors, ha esordito in prima squadra il 23 marzo 2013 in occasione del match di Copa Argentina pareggiato 0-0 contro lo Sp. Belgrano (SF).

## Statistiche

### Presenze e reti nei club
Statistiche aggiornate al 23 marzo 2018.
| Stagione                | Squadra                 | Campionato              | Campionato | Campionato | Coppe nazionali | Coppe nazionali | Coppe nazionali | Coppe continentali | Coppe continentali | Coppe continentali | Altre coppe | Altre coppe | Altre coppe | Totale | Totale | Totale |
| Stagione                | Squadra                 | Comp                    | Pres       | Reti       | Comp            | Pres            | Reti            | Comp               | Pres               | Reti               | Comp        | Pres        | Reti        | Pres   | Reti   |        |
| ----------------------- | ----------------------- | ----------------------- | ---------- | ---------- | --------------- | --------------- | --------------- | ------------------ | ------------------ | ------------------ | ----------- | ----------- | ----------- | ------ | ------ | ------ |
| 2012-2013               | Argentinos Juniors      | PD                      | 0          | 0          | CA              | 1               | 0               |                    | -                  | -                  |             | -           | -           | 1      | 0      |        |
| 2014                    | Estudiantes (BA)        | BM                      | 11         | 0          | CA              | 1               | 0               |                    | -                  | -                  |             | -           | -           | 12     | 0      |        |
| 2015                    | Estudiantes (BA)        | BM                      | 40         | 2          | CA              | 3               | 0               |                    | -                  | -                  |             | -           | -           | 43     | 2      |        |
| Totale Estudiantes (BA) | Totale Estudiantes (BA) | Totale Estudiantes (BA) | 51         | 2          |                 | 4               | 0               |                    | -                  | -                  |             | -           | -           | 55     | 2      |        |
| 2016                    | Argentinos Juniors      | PD                      | 5          | 0          | CA              | 0               | 0               |                    | -                  | -                  |             | -           | -           | 5      | 0      |        |
| 2016-2017               | Argentinos Juniors      | BN                      | 36         | 0          | CA              | 1               | 0               |                    | -                  | -                  |             | -           | -           | 37     | 0      |        |
| 2017-2018               | Argentinos Juniors      | PD                      | 6          | 0          | CA              | 0               | 0               |                    | -                  | -                  |             | -           | -           | 6      | 0      |        |
| Totale carriera         | Totale carriera         | Totale carriera         | 98         | 2          |                 | 5               | 0               |                    | -                  | -                  |             | -           | -           | 103    | 2      |        |